# Zeeslagen bij Barfleur en La Hougue

Het zinken van het Franse vlaggenschip Soleil Royal

De zeeslagen van Barfleur en La Hougue waren twee, elkaar kort opvolgende zeeslagen in de Negenjarige Oorlog tussen enerzijds de geallieerde vloten van het koninkrijk Engeland en Republiek der Zeven Verenigde Nederlanden en anderzijds koninkrijk Frankrijk.
De eerste slag vond op 29 mei 1692 (gregoriaanse kalender) plaats in de buurt van Barfleur; meer gevechten volgden op 4 juni 1692 bij Cherbourg en Saint-Vaast-la-Hougue nabij het Normandische schiereiland Cotentin. Het was de beslissende zeeslag in de Negenjarige Oorlog. De overwinning ging naar de Engelsen en de Nederlanders.
In mei 1692 was de Franse vloot van 44 linieschepen, onder commando van admiraal Anne Hilarion de Costentin, graaf van Tourville (in Engelse bronnen alom bekend als "Tourville"), bezig met de voorbereiding van het transport van een invasieleger van Franco-Ierse troepen om de voormalige koning Jacobus II op de Engelse troon te herstellen. Hoewel Tourville het operationeel bevel over de vloot voerde, werden de strategische beslissingen genomen door Jacobus II, François d'Usson de Bonrepaus en Bernardin Gigault de Bellefonds. De Franse overwinning, twee jaar eerder in juni 1690 in de Zeeslag bij Beachy Head, had de mogelijkheid geschapen om de geallieerde vloot te vernietigen om daarna een Frans invasieleger in Engeland aan wel te zetten. Tourville trad bij Barfleur de Engels-Nederlandse vloot van 82 schepen moedig tegemoet. Na een felle maar onbesliste strijd, waarbij vele schepen van beide vechtende partijen beschadigd raakten, staakte Tourville de strijd. In lichte mist ontglipt, probeerde hij gedurende meerdere dagen de in aantal schepen superieure Engels-Nederlandse vloot te ontlopen. 
Na afloop van de slagen was de Franse vloot uit elkaar geslagen; vijftien schepen gingen verloren - drie bij Cherbourg en nog eens twaalf bij La Hougue. De dreiging van een invasie van Engeland was verdwenen.